# Sucupira do Norte
Sucupira do Norte est une municipalité brésilienne située dans l'État du Maranhão.